# فلاديمير يريشتشينكو
فلاديمير يريشتشينكو (بالروسية: Ерещенко, Владимир Александрович)‏ (مواليد 7 سبتمبر 1962) هو ملاكم روسي، مثّل بلاده في الألعاب الأولمبية الصيفية 1988.

## روابط خارجية
- فلاديمير يريشتشينكو على موقع أوليمبيديا (الإنجليزية)